# Camillo Milana
Camillo Milana (Palermo, 3 settembre 1782 – 6 settembre 1858) è stato un vescovo cattolico italiano, terzo vescovo di Nicosia.

## Biografia
Nacque il 3 settembre 1782 a Palermo, sede dell'omonima arcidiocesi.
Il 20 settembre 1806 fu ordinato presbitero.
Il 17 febbraio 1851 papa Pio IX lo nominò vescovo di Nicosia; ricevette l'ordinazione episcopale nella basilica dei Santi XII Apostoli a Roma il successivo 21 aprile dal cardinale Antonio Francesco Orioli, prefetto della Congregazione dei vescovi e regolari, co-consacranti gli arcivescovi Antonio Benedetto Antonucci, nunzio apostolico nel Regno di Sardegna, e Antonio Ligi Bussi, vicegerente della diocesi di Roma.
Morì il 6 settembre 1858.

## Genealogia episcopale
La genealogia episcopale è:
- Cardinale Scipione Rebiba
- Cardinale Giulio Antonio Santori
- Cardinale Girolamo Bernerio, O.P.
- Arcivescovo Galeazzo Sanvitale
- Cardinale Ludovico Ludovisi
- Cardinale Luigi Caetani
- Cardinale Ulderico Carpegna
- Cardinale Paluzzo Paluzzi Altieri degli Albertoni
- Papa Benedetto XIII
- Papa Benedetto XIV
- Papa Clemente XIII
- Cardinale Marcantonio Colonna
- Cardinale Giacinto Sigismondo Gerdil, B.
- Cardinale Giulio Maria della Somaglia
- Cardinale Giacinto Placido Zurla, O.S.B.Cam.
- Cardinale Antonio Francesco Orioli, O.F.M.Conv.
- Vescovo Camillo Milana